# 政府會計
政府會計為現行會計制度之一，是根據相關國家法令及應用政府之一般公認會計原則，且應用複式簿記會計原理，對於政府公部門之有關財務活動事項予以記錄、分類、彙總、報導、公告及分析解釋。政府會計的最大功用乃為對政府提供公共決策與行政監督的參考。